# NN-63
La carretera NN‑63 es una vía colectora secundaria localizada en el departamento de Jinotega. Comunica el municipio de San José de Bocay con comunidades situadas al este, hacia la zona del río Coco, que sirve como límite natural con la RAAN. Fue mejorada en el año 2017 como parte de un proyecto de integración de zonas rurales remotas.

## Trazado y cruces
| km   | Localidad / Punto    | Departamento | Conexión / Ruta |
| ---- | -------------------- | ------------ | --------------- |
| 0,0  | San José de Bocay    | Jinotega     | NN 62           |
| 10,5 | Comunidad El Carrizo | Jinotega     | Camino rural    |
| 19,3 | Ribera del río Coco  | Jinotega     | Fin de ruta     |

## Coordenadas
Uno de los tramos de la NN‑63 puede ser encontrado en las coordenadas: 13°33′11″N 85°17′47″O / 13.5531, -85.2964